# Tetracis aspilatata
Tetracis aspilatata là một loài bướm đêm trong họ Geometridae.